# Шинкар, Игорь Степанович
Игорь Степанович Шинкар (род. 1963) — художник-график, авангардист.

## Биография
Родился 2 апреля 1963 года в селе Кропивник Калушского района Ивано-Франковской области, Украина.
В 1982 году окончил с отличием Калушский Химико-технологический техникум по специальности электрик-техник. В том-же году поступил в Киевский Государственный Институт Культуры (КГИК).
С 1985 по 1987 год — служба в армии (Ансамбль Песни и Пляски ВВ по Украине и Молдавии, Киев).
С 1987 по 1992 год проживал в г. Винница, Украина.
В 1989 году окончил КГИК по специальности режиссура.
С 1982 по 1992 год активно выступал на сцене с различными коллективами в роли ведущего и в разговорном жанре, пробовал себя в журналистике.
С 1989 года сотрудничал с многими газетами и журналами, как карикатурист.
С 1992 года окончательно определился, как художник.
С 1993 года живёт и работает в г. Санкт-Петербурге.
Член Союза художников при ЮНЕСКО.
Персональные выставки:
- «Взгляд» состоялась в 1997 году в Доме Журналистов. Первая персональная выставка;
- «Графика и объекты» в Центральном выставочном зале Союза Художников (1998);
- «Время» в МГУ, «Общество Времени» (Москва, 1999);
- «Графическая история» в «Славянском центре» (Санкт-Петербург, 2000);
- «Взгляд» в галерее «АстроСофт» (Санкт-Петербург, 2002, каталог);
- «Осторожно, — яблоко!» в «Галерее Третьякова» (Санкт-Петербург, 2004, каталог);
- «Шинкар-парк» в выставочном зале Балтийского медиа-центра (Санкт-Петербург, 1.04 — 3.06.2013, авторский каталог)
- «Русский авангард - вне санкций» - «Галерея Третьякова» (Санкт-Петербург, 2014);
- «День Оптимиста» - «Просветительское пространство Весна» (Гатчина, 2015, буклет);
- «Линия Оптимизма» - Центральной районная библиотека им. А.С. Пушкина (Гатчина, 2016, буклет);
- «Луна, как предчувствие» - ЦГБ им. А.И. Куприна в рамках ХХIV Всеросийского кинофестиваля «Литература и кино» (Гатчина, 2018);
- «ОПТИМИСТИКА» - Информационно-досуговый центр М-86. ЦГПБ им. В.В. Маяковского (Санкт-Петербург, 2018);
- «Шинкар Парк Доковидного Периода» - ЦГБ им. А.И.Куприна в рамках ХХVI Всеросийского кинофестиваля «Литература и кино»(Гатчина, 2020);

В сентябре 2013 года авангардные работы художника из цикла «Цивилизация» были отобраны в качестве vip-подарков первым лицам делегаций Саммита «Большой двадцатки» (G20), проходившего в Санкт-Петербурге 5-6 сентября.